# اچ‌دی۱ (کهکشان)
اچ‌دی۱ (انگلیسی: HD1) یک کهکشان پیشنهادی با انتقال به سرخ بالا است که (از آوریل ۲۰۲۲) به عنوان یکی از نخستین و دورترین کهکشان‌های شناخته‌شده در جهان قابل مشاهده شناخته می‌شود. این کهکشان، با انتقال به سرخ تقریبی z = ۱۳٫۲۷، در حدود ۳۲۴ میلیون سال پس از انفجار بزرگ؛ ۱۳٫۷۸۷ میلیارد سال پیش، دیده می‌شود.
این فاصله نوری (زمان نگاه به عقب) ۱۳٫۴۶۳ میلیارد سال نوری از زمین دارد، و به دلیل انبساط جهان، فاصله مناسب کنونی آن ۳۳٫۲۸۸ میلیارد سال نوری است.